# Devoll (flod)
Devoll er en flod i den sydlige del af Albanien. Devolls sammenløb med floden Osum danner starten på floden Seman som løber ud i Adriaterhavet. Osum og Devolls sammenløb ligger ved byen Koçovë i præfekturet Berat. .
Devoll kilder ligger i distriktet med samme navn, nær grænsen til Grækenland. Floden har et afvandingsområde på 3.130 kvadratkilometer. I floden er det også etableret en stor opstemmeet sø og en række vandkraftværker.